# Амерички вукодлак у Паризу
Амерички вукодлак у Паризу (енгл. An American Werewolf in Paris) је комични хорор филм из 1997. године, редитеља Ентонија Волера, са Томом Еверетом Скотом, Жили Делпи, Винсом Вулфом, Филом Бакманом, Џули Боуен, Пјером Косом и Тијеријем Лермитом у главним улогама.  Представља концептуални наставак филма Амерички вукодлак у Лондону (1981) редитеља Џона Ландиса. Рађен је у међународној копродукцији Холандије, Луксембурга, Француске и Сједињених Америчких Држава.
Филм је премијерно приказан 31. августа 1997, у дистрибуцији продукцијске куће Buena Vista Pictures. Добио је негативне оцене критичара, а са оствареном зарадом од 26,6 милиона долара успео је да покрије само трошкове снимања. На сајту Ротен томејтоуз оцењен је са само 7%. Био је номинован за саркастичну награду за најгори наставак године, али је изгубио од филма Брзина 2: Контрола крстарења.
За разлику од свог претходника који је добио Оскара за изванредно коришћење практичних специјалних ефеката, Амерички вукодлак у Паризу, се у великој мери ослања на CGI технологију, што је изазвало подсмех у рецензијама готово свих критичара. Редитељ оригинала, Џон Ландис, је у једном интревјуу изјавио да је био веома разочаран када је погледао филм.

## Радња
Тројица америчких туриста у Паризу, Енди, Бред и Крис, постају уплетени у серију убистава иза које стоје вукодлаци. Ендија је ујео један од вукодлака и он се полако претвара у једног од њих. Једини начин да поново постане човек је да убије вукодлака који га је ујео. Међутим, он верује да га је ујела Серафина, девојка у коју се заљубио.

## Улоге
| Глумац             | Улога                    |
| ------------------ | ------------------------ |
| Том Еверет Скот    | Енди Макдермот           |
| Жили Делпи         | Серафина Пижот Макдермот |
| Винс Вилуф         | Бред                     |
| Фил Бакман         | Крис                     |
| Џули Боуен         | Ејми Финч                |
| Пјер Косо          | Клод                     |
| Том Новамбр        | Инспектор Ле Дук         |
| Тијери Лермит      | Тијери Пижот             |
| Ентони Волер       | возач метроа             |
| Изабел Константини | Серафинина мајка         |